# Czerkasskaja Konopielka
Czerkasskaja Konopielka (ros. Черкасская Конопелька) – wieś (ros. село, trb. sieło) w zachodniej Rosji, w sielsowiecie machnowskim rejonu sudżańskiego w obwodzie kurskim.

## Geografia
Miejscowość położona jest nad rzeką Konopielka, 8,5 km od granicy z Ukrainą, 4 km od centrum administracyjnego sielsowietu machnowskiego (Machnowka), 7 km od centrum administracyjnego rejonu (Sudża), 87 km od Kurska.
W granicach miejscowości znajdują się ulice: Centralnaja, Mołodiożnaja, Nowosiołowka.

## Demografia
W 2010 r. miejscowość zamieszkiwały 243 osoby.